# マイサ
マイサ（MAISA、1991年1月9日 - ）は、ブラジル・サンパウロ出身のグラビアアイドル、タレント。母（ブラジル）、父（日本）の日系ブラジル人3世。
元イエローキャブ所属。ステラプロモーションに所属していたが、2007年2月に業務提携の形でイエローキャブへ移籍し、芸名を緑マイザからマイサへ改名していた。

## 人物・エピソード
- 趣味は音楽・インターネット・写真・ハムスター飼育
- ポルトガル語話者

## 出演

### テレビ
- ベビスマ （フジテレビ系、2008年9月） 中島哲也監督作品
- INFO-CX（フジテレビ系、2008年10月） タカラトミー
- BSブランチ（BS-TBS、2008年11月 - 2009年10月、第7期レギュラー）[注釈 1]
- 悪魔の契約にサイン （TBS系、2009年1月）
- ファ見る! （ファミリー劇場、2009年1月）
- お笑いワイドショー マルコポロリ! （関西テレビ、2009年2月）

### ラジオ
- イマドキッ土曜日 （MBSラジオ、2008年10月 - 2009年1月）
- ラジカントロプス2.0 （ラジオ日本、2009年1月）
- SUNDAY IN THE PARK （FM-FUJI、2009年1月）

### 映画
- 腐女子彼女。 （角川映画、2009年5月公開）

### 舞台
- We舞台 （MSN、2008年12月）
- アクトリーグ （アクトリーグ、2009年2月）

### 広告
- LUMIX （パナソニック、2008年7月〜2009年11月） グラフィック
- 東京ディズニーシー （オリエンタルランド、2009年1月〜2009年4月）
- 手もみ屋本舗 （ミツバファクトリー、2009年2月〜）

## 作品

### 写真集
- 緑マイザ ファースト写真集「HIMAWARI」 （アクアハウス、2006年）

### 雑誌
- 週刊少年マガジン第42・43合併号　（講談社、2009年9月16日発売） - エキゾチック7　巻頭グラビア

### DVD
- SHIN PRODUCE 緑マイザ はつ恋 （TMC、2006年）
- 緑マイザ とりこ （アクアハウス、2006年）

### CD
- 1st『何処にいてもI love you/明日という別の日』 （YC音楽出版/ソニー・MD、2009年4月1日）